# Тутвал ап Гворемор
Тутвал ап Гворемор (корн. Tutwal ap Guoremor; 375—425) — король Думнонії (400—410).

## Біографія
Тутвал був сином Гворемора ап Гадеона. Його дружиною була Граціанна, дочка Магна Максима. Їхня донька Прауста стала дружиною Бріхана з Брекнока. В 410 році королем Думнонії став син Тутвала Кономор.
Тутвал ап Гворемор помер у 425 році.